# Acido β-idrossibutirrico
L'acido β-idrossibutirrico, noto anche come acido 3-idrossibutirrico, è un acido carbossilico, un composto organico beta idrossiacido (possiede infatti un gruppo ossidrilico sul carbonio 3, o carbonio β). La sua formula chimica è CH3CH(OH)CH2CO2H. La sua base coniugata è il β-idrossibutirrato, noto anche come 3-idrossibutirrato. L'acido β-idrossibutirrico è un composto chirale con due enantiomeri: l'acido D-β-idrossibutirrico e l'acido L-β-idrossibutirrico. I suoi derivati ossidati e polimerici sono ampiamente diffusi in natura. Nell'uomo, l'acido D-β-idrossibutirrico è uno dei due agonisti endogeni primari del recettore 2 dell'acido idrossicarbossilico (HCA2), un recettore accoppiato a proteine G della famiglia Gi/o (GPCR).

## Biosintesi
Nell'uomo, il D-β-idrossibutirrato può essere sintetizzato nel fegato attraverso il metabolismo degli acidi grassi (ad esempio a partire dal butirrato), dal β-idrossi-β-metilbutirrato o dagli amminoacidi chetogenici, attraverso una serie di reazioni che metabolizzano questi composti in acetoacetato, il primo corpo chetonico che si produce durante uno stato di digiuno. La biosintesi del D-β-idrossibutirrato a partire dall'acetoacetato è catalizzata dall'enzima β-idrossibutirrato deidrogenasi.
Il butirrato può anche essere metabolizzato in D-β-idrossibutirrato attraverso una seconda via metabolica che non richiede la partecipazione dell'acetoacetato come intermediario metabolico. Ecco nel dettaglio questa via metabolica:
butirrato→butirril-CoA→cotronil-CoA→β-idrossibutirril-CoA→poli-β-idrossibutirrato→D-β-(D-β-idrossibutirrilossi)-butirrato→D-β-idrossibutirrato
L'ultima reazione di questa via metabolica, caratterizzata dalla conversione di D-β-(D-β-idrossibutirrilossi)-butirrato in D-β-idrossibutirrato, è catalizzata dall'enzima idrolasi idrossibutirrato-dimero.
Come avviene per altri corpi chetonici, la concentrazione di β-idrossibutirrato nel plasma sanguigno dell'uomo aumenta per mezzo della chetosi. Un alto livello di β-idrossibutirrato si presenta naturalmente, dal momento che il β-idrossibutirrato si forma dall'acetoacetato. Il composto può essere utilizzato come fonte energetica dall'encefalo quando la glicemia è bassa. Nei pazienti diabetici, i livelli di chetoni possono essere misurati con test delle urine o del sangue, e segnalare chetoacidosi. La maggiore concentrazione di questo corpo chetonico si produce durante la chetoacidosi alcolica. La chetogenesi avviene quando nelle cellule epatiche si esaurisce l'acido ossalacetico, una circostanza che può essere creata da apporto ridotto di carboidrati (per dieta o digiuno), consumo prolungato ed eccessivo di alcol, e/o deficienza di insulina. Dal momento che l'acido ossalacetico è cruciale per l'ingresso dell'acetil-CoA nel ciclo di Krebs, la rapida produzione di acetil-CoA dall'ossidazione degli acidi grassi in assenza di acido ossalacetico sufficiente supera la capacità ridotta del ciclo di Krebs, e l'eccesso risultante di acetil-CoA viene deviato nella produzione del corpo chetonico.

## Attività biologica
L'acido D-β-idrossibutirrico è, assieme all'acido butirrico, uno dei due agonisti endogeni primari del recettore 2 dell'acido idrossicarbossilico (HCA2), un GPCR accoppiato a proteine Gi/o.

L'acido D-β-idrossibutirrico è in grado di attraversare la barriera emato-encefalica in direzione del sistema nervoso centrale. I livelli di acido β-idrossibutirrico aumentano in fegato, cuore, muscoli, cervello e altri tessuti con l'attività fisica, la restrizione calorica, il digiuno e le diete chetogeniche. È stato scoperto che questo composto agisce come inibitore dell'istone deacetilasi (HDAC). Attraverso l'inibizione di HDAC2 e HDAC3, isoenzimi HDAC di classe I, l'acido β-idrossibutirrico aumenta il livello del fattore neurotrofico cerebrale (BDNF) e la segnalazione cellulare di recettori della tropomiosina chinasi B (TrkB) nell'ippocampo. Inoltre, uno studio su roditori ha confermato che l'esercizio prolungato aumenta le concentrazioni plasmatiche di β-idrossibutirrato, il che induce i promotori del BDNF nell'ippocampo. Queste scoperte potrebbero avere rilevanza clinica nel trattamento di depressione, ansia e deficit cognitivi.
"I chetoni esogeni possono rivelarsi utili per molti pazienti sia per affrontare più facilmente il digiuno intermittente e l’OMAD (un pasto al giorno) sia come strumento per raggiungere la chetosi oppure aumentare la concentrazione di chetoni nel sangue e il signaling del beta-idrossi-butirrato, inibendo l’istone deacetilasi (importante nella prevenzione delle neoplasie e nelle patologie neurologiche e psichiatriche); inoltre abituano cervello, cuore e muscoli a questo quarto carburante del nostro metabolismo, che deve essere stato importante durante i lunghi digiuni del passato, dalla savanizzazione fino agli inverni nelle steppe."

Nei pazienti epilettici che seguono una dieta chetogenica, i livelli nel sangue di β-idrossibutirrato sono correlati soprattutto al grado di controllo dell'attacco epilettico. La soglia adatta per avere l'effetto anticonvulsivante ottimale è approssimativamente 4 mmol/L.

## Test da laboratorio
La concentrazione di β-idrossibutirrato nel plasma viene misurata attraverso un test che sfrutta la β-idrossibutirrato deidrogenasi, con NAD+ come cofattore in grado di accettare elettroni. La conversione di β-idrossibutirrato in acetoacetato, catalizzata da questo enzima, riduce il NAD+ in NADH, generando un cambio elettrico; l'ordine di grandezza di questo cambiamento può poi essere utilizzato per estrapolare la quantità di β-idrossibutirrato del campione.

## Chimica industriale
L'acido β-idrossibutirrico è il precursore dei poliesteri, che sono plastiche biodegradabili. Questo polimero, poli-β-idrossibutirrato, è anche prodotto naturalmente dai batteri Alcaligenes eutrophus.
Il β-idrossibutirrato può essere estratto dal poli-β-idrossibutirrato per idrolisi acida.